# Incurvariina
Gli Incurvariina Börner, 1939 sono una divisione di lepidotteri appartenente all'infraordine Heteroneura, diffusa in tutto il mondo con 580 specie.

## Descrizione

### Adulto
Si tratta di piccoli lepidotteri alquanto primitivi che, pur avendo una nervatura alare di tipo eteroneuro, si distinguono dai Ditrysia per il fatto di possedere un apparato riproduttore femminile provvisto di un'unica apertura destinata sia all'accoppiamento, sia all'ovodeposizione; per questo motivo in passato venivano riunite con le Nepticuloidea, le Palaephatoidea e le Tischerioidea nella divisione Monotrysia, oggi considerata desueta in quanto polifiletica.

È presente una connessione tergosternale, immediatamente posteriore rispetto al primo spiracolo addominale, formata da un processo ventrocaudale del primo tergite, che va a collegarsi all'estensione anterolaterale del secondo sternite.

Le ali sono spesso grigiastre, ma possono anche avere riflessi metallici ed iridescenze molto vivaci. I microtrichi sono presenti ed uniformemente distribuiti. Come nei Ditrysia, si osserva una riduzione del sistema legato al settore radiale (Rs) nell'ala posteriore, con anastomosi di Sc ed R dal quarto basale fino al termen, ed Rs non ramificata; l'accoppiamento alare è di tipo frenato (con frenulum a singola setola composita nei maschi), ed è presente l'apparato di connessione tra ala anteriore e metatorace; si possono inoltre osservare un ponte precoxale e la perdita del primo sternite addominale, mentre il secondo può suddividersi (completamente o parzialmente) in uno sclerite anteriore più piccolo (S2a) ed uno posteriore più sviluppato (S2b).

Gli ocelli sono assenti, come pure i chaetosemata. I palpi mascellari presentano di solito cinque segmenti e quelli labiali solo due, corti e con setole laterali sul secondo; l'haustellum è presente e perfettamente funzionante, e misura circa 3/4 della lunghezza dei palpi mascellari.

Le antenne sono molto variabili, potendo essere lunghissime come nelle Adelidae, oppure corte e lanceolate come nelle Heliozelidae, o ancora bipettinate come nei maschi di Andesiana.

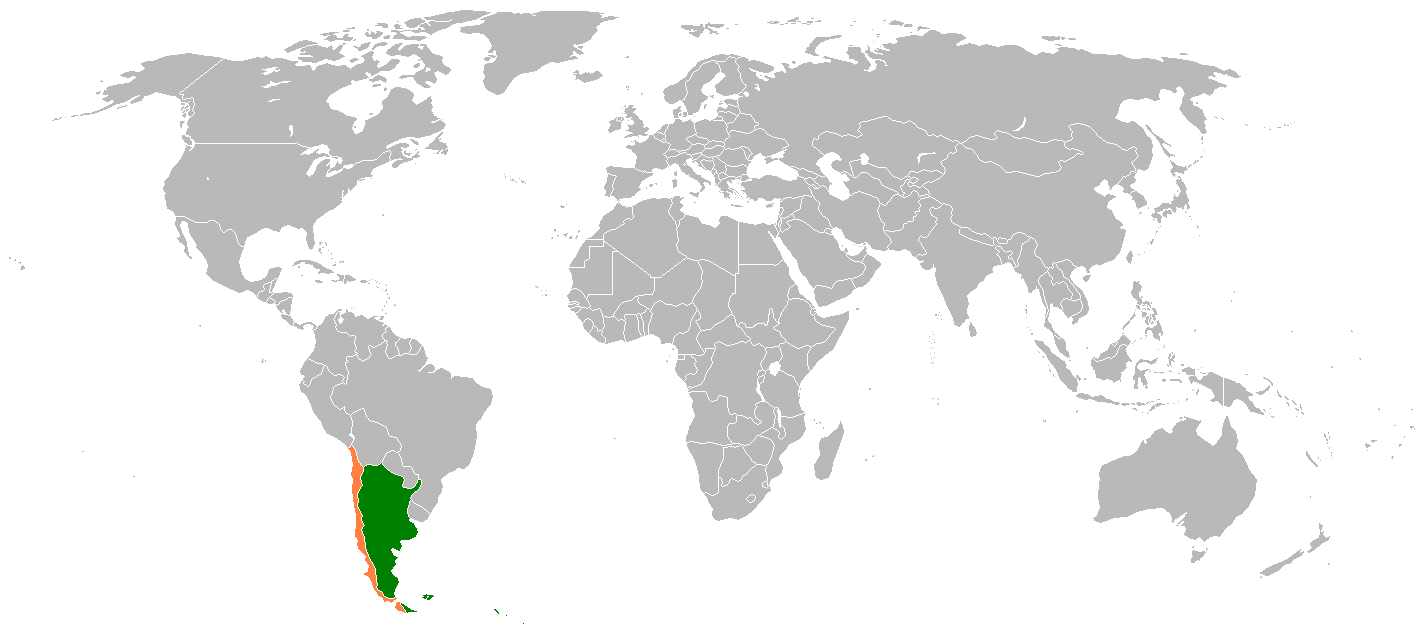
La famiglia Andesianidae è presente esclusivamente in Cile e Argentina

Nelle zampe, l'epifisi è sempre presente, mentre gli speroni tibiali hanno formula 0-2-4.

L'apparato genitale maschile rivela, su ogni valva, una struttura a pettine detta pectinifer, assente nelle Andesianidae.

Nel genitale femminile, fatta eccezione per le Andesianidae, l'ovopositore è ben sviluppato e perforante, al fine di permettere l'inserimento delle uova all'interno dei tessuti fogliari della pianta ospite.

L'apertura alare arriva fino ai 61 mm delle femmine di Andesiana.

### Uovo
Le uova, spesso inserite singolarmente nei tessuti della pianta ospite, possono essere allungate e reniformi come nelle Prodoxidae.

### Larva
Nel bruco, che di regola possiede un capo prognato, si possono osservare sei stemmata (e.g. Adelidae).

Le zampe toraciche possono essere assenti oppure ben sviluppate, o ancora sostituite da calli ambulacrali.

Le pseudozampe, poste sui segmenti addominali da III a VI, possono essere tipicamente assenti (Heliozelidae), oppure sostituite da calli (e. g. Prodoxidae); gli uncini pseudopodiali, quando presenti, sono disposti su diverse file (Adelidae).

### Pupa
La pupa è dectica, con appendici libere e dotate di movimento (Heliozelidae), o solo debolmente aderenti al corpo (Adelidae). L'impupamento avviene all'interno di un astuccio sericeo, intessuto dal bruco nell'ultimo stadio di sviluppo.

## Distribuzione e habitat
Nel complesso, la divisione è presente in tutte le ecozone del pianeta. Le Adelidae sono cosmopolite, ma molto più presenti in Europa e Nord America; le Cecidosidae si trovano in Sud America, Africa e Nuova Zelanda; le Heliozelidae e le Incurvariidae sono presenti ovunque tranne in Nuova Zelanda; le Prodoxidae sono assenti in Africa e Oceania; le Andesianidae, infine, sono esclusive dell'Argentina e del Cile.
L'habitat è rappresentato da foreste a latifoglie e comunque zone boschive.

## Biologia
Le larve dei membri di questa divisione possono produrre mine nelle foglie o sotto la corteccia della pianta nutrice, e alcune specie sono anche responsabili della formazione di galle (Cecidosidae); almeno durante l'ultimo stadio di sviluppo larvale, viene sempre prodotto un astuccio, intessendo materiale proveniente dalla lettiera del sottobosco; l'impupamento avviene all'interno di questo astuccio, di solito ai piedi della pianta ospite.

### Alimentazione
Le larve di questo taxon attaccano generi appartenenti a svariate famiglie, tra cui:
- Ampelopsis Michx. (Vitaceae)
- Angophora Cav. (Myrtaceae)
- Banksia L.f. (Proteaceae)
- Bursaria Cav. (Pittosporaceae)
- Callistemon R.Br. (Myrtaceae)
- Cayratia (Baker) Suess. (Vitaceae)
- Cissus L. (Vitaceae)
- Cistus L. (Cistaceae)
- Eucalyptus L'Hér. (Myrtaceae)
- Leea L. (Vitaceae)
- Leptospermum J.R.Forster & G.Forster (Myrtaceae)
- Lophostemon Schott (Myrtaceae)
- Luma A.Gray (Myrtaceae)
- Nothofagus Blume (Fagaceae)
- Rhus L. (Anacardiaceae)
- Ribes L. (Grossulariaceae)
- Rubus L. (Rosaceae)
- Vitis L. (Vitaceae)
- Yucca L. (Agavaceae)

## Tassonomia
In precedenza questo taxon era considerato una sezione appartenente alla divisione Monotrysia, in seguito abbandonata in quanto dimostratasi polifiletica.
Inizialmente comprendeva la sola superfamiglia Incurvarioidea, oggi considerata un sinonimo di Adeloidea.

Il genere Andesiana, descritto per la prima volta da Patricia Gentili nel 1989, venne inizialmente inserito nelle Cossidae, per poi essere elevato allo status di famiglia (Andesianidae) da Davis & Gentili nel 2003, come gruppo primitivo all'interno dei Monotrysia. Attualmente viene incluso nelle Incurvariina, all'interno della superfamiglia Andesianoidea.

### Sinonimi
Non sono stati riportati sinonimi:

### Superfamiglie e famiglie
Il taxon comprende 2 superfamiglie, per un totale di 6 famiglie, 45 generi e 580 specie.

Il nome Incurvarioidea, frequentemente utilizzato, va considerato un sinonimo di Adeloidea; poiché il secondo nome è stato talvolta utilizzato prima del 2000, l'articolo 35.5 dell'ICZN in questo caso non trova applicazione. Va sottolineato inoltre che le Crinopterygidae Spuler, 1898 sono qui considerate una sottofamiglia delle Incurvariidae, in accordo con Van Nieukerken et al. (2011):
- Superfamiglia Adeloidea Bruand, 1850  - Mém. Soc. Emul. Doubs (II serie) 1 (5 famiglie, 44 generi, 577 specie)[20]
  - Famiglia Adelidae Bruand, 1850 - Mém. Soc. Emul. Doubs (II serie) 1 (5 generi, 294 specie)[20]
  - Famiglia Cecidosidae Bréthes, 1916 - An. Soc. cient. argent. 82: 132 (5 generi, 15 specie)[21]
  - Famiglia Heliozelidae Heinemann & Wocke, 1876 - Schmett. Deutschl. Schweitz 2: 389-825 + 1-102 (12 generi, 125 specie)[22]
  - Famiglia Incurvariidae Spuler, 1898 - Übers. lepid. gross. Bad. (13 generi, 42 specie)[23]
  - Famiglia Prodoxidae Riley, 1881 - In Rep. Int. pol. exp. Point Barrow - Pt. IV (9 generi, 98 specie)[24]
- Superfamiglia Andesianoidea Davis & Gentili, 2003 - (1 famiglia, 1 genere, 3 specie)[5]
  - Famiglia Andesianidae Davis & Gentili, 2003 (1 genere, 3 specie)[5]

### Alcune specie

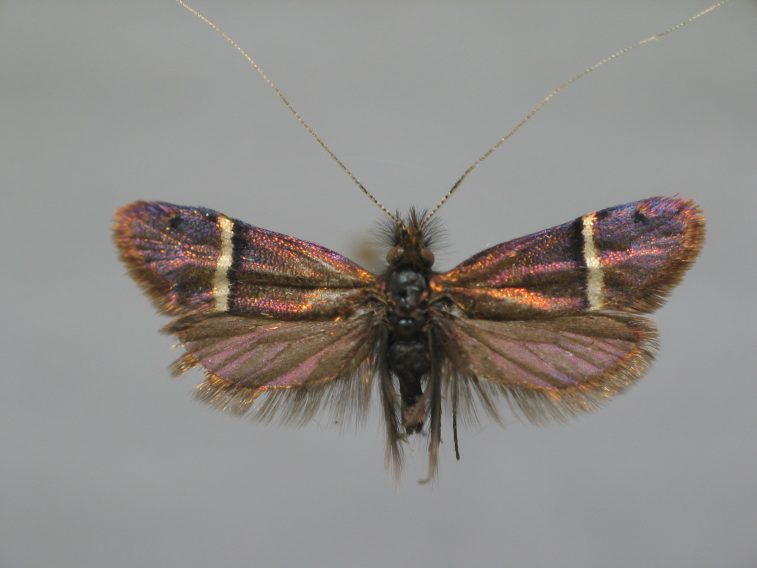
Adela albicinctella (Adelidae)
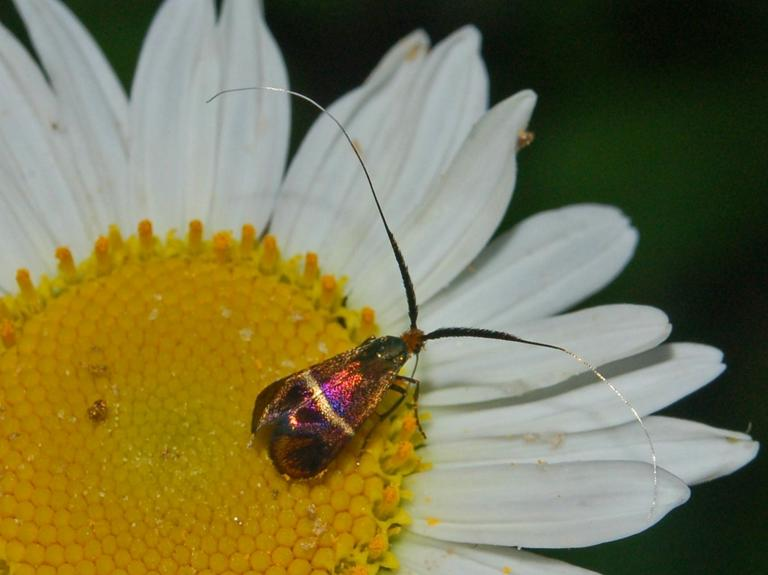
Adela australis (Adelidae)
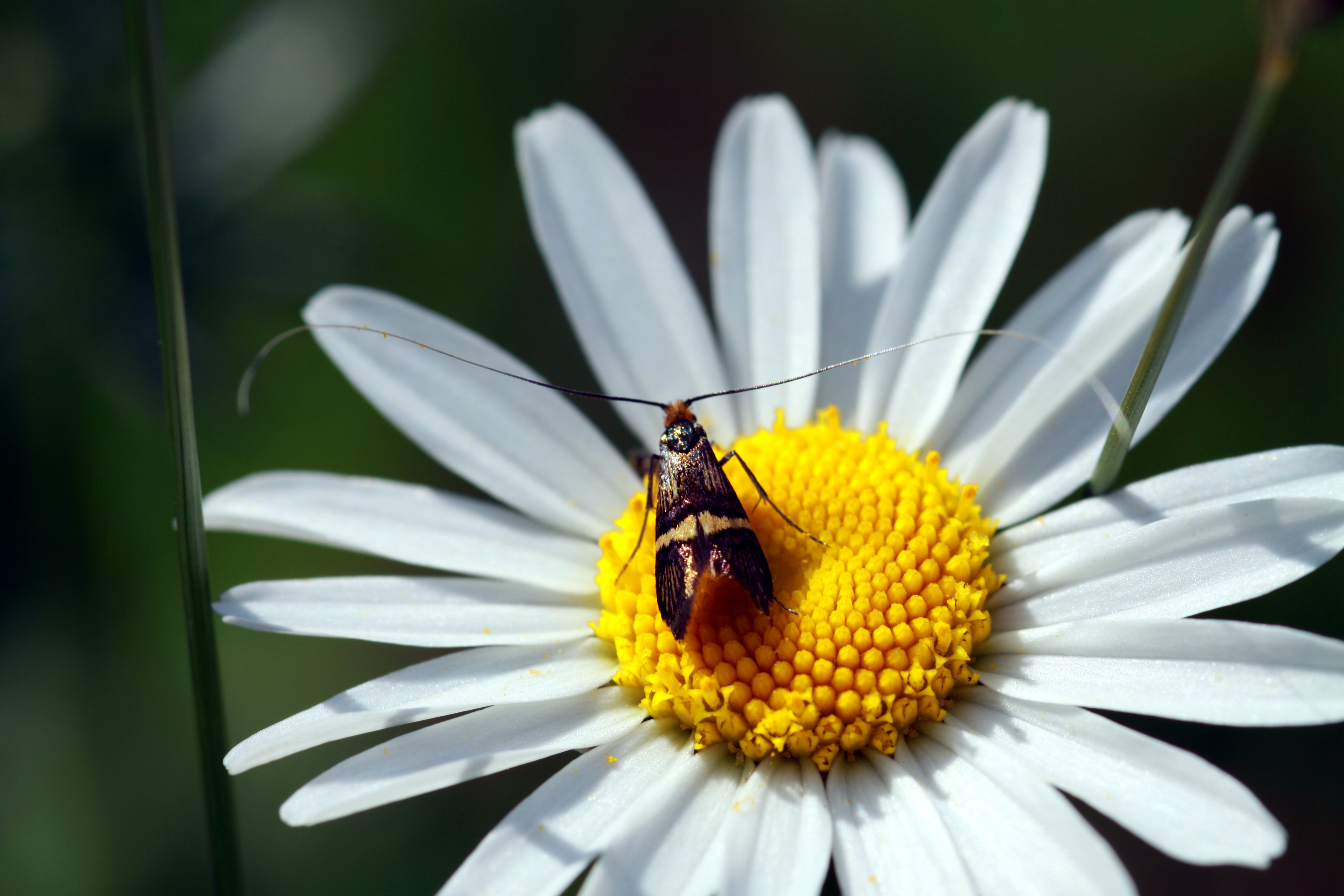
Adela croesella (Adelidae)
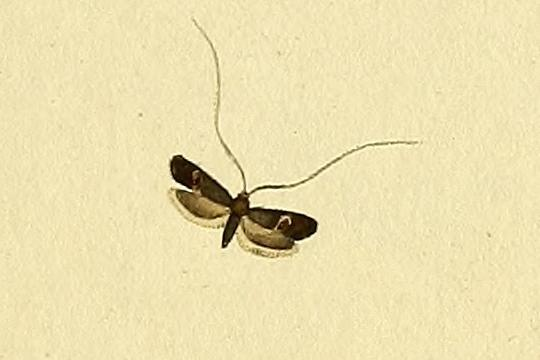
Adela mazzolella (Adelidae)
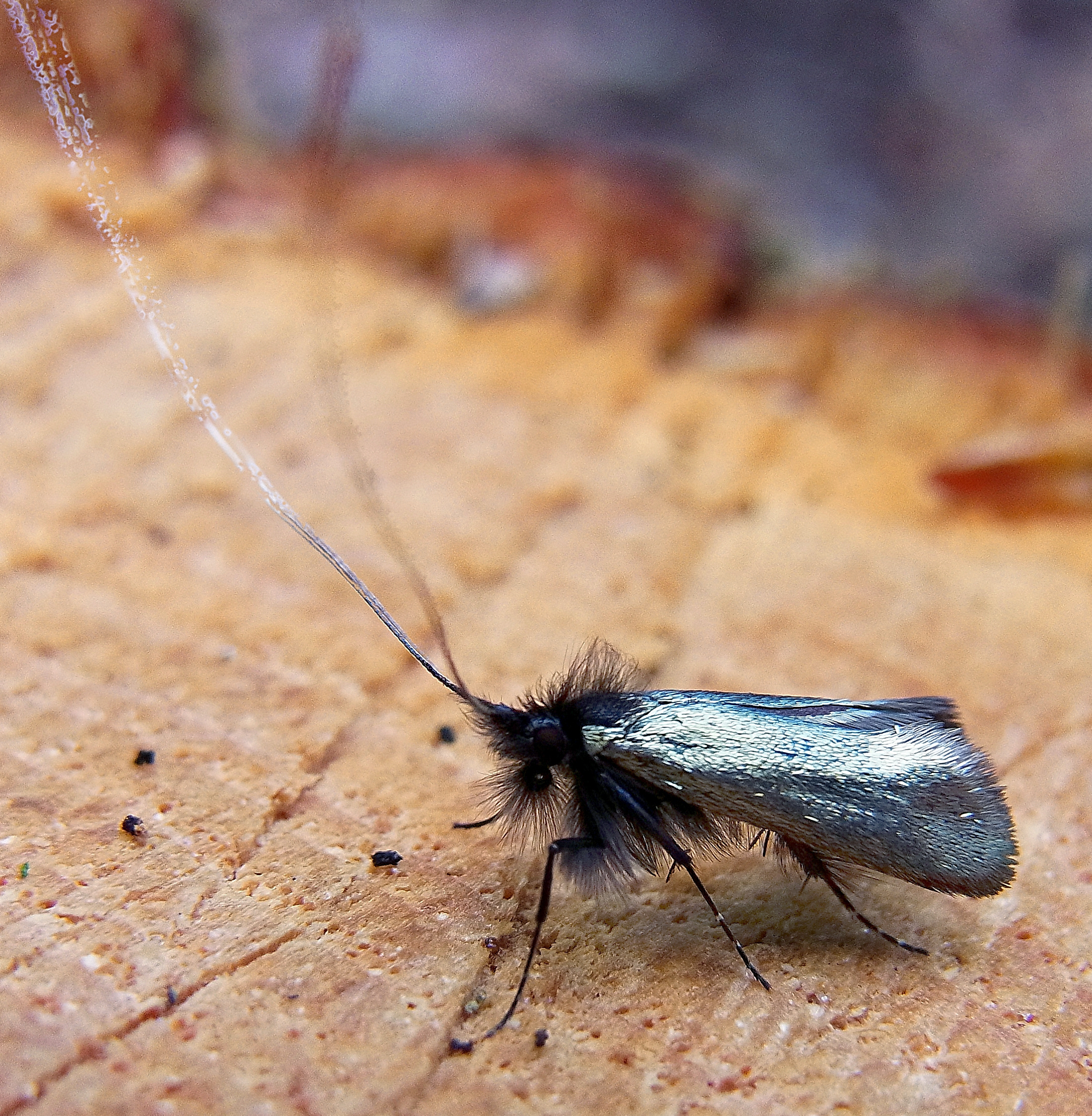
Adela reaumurella (Adelidae)
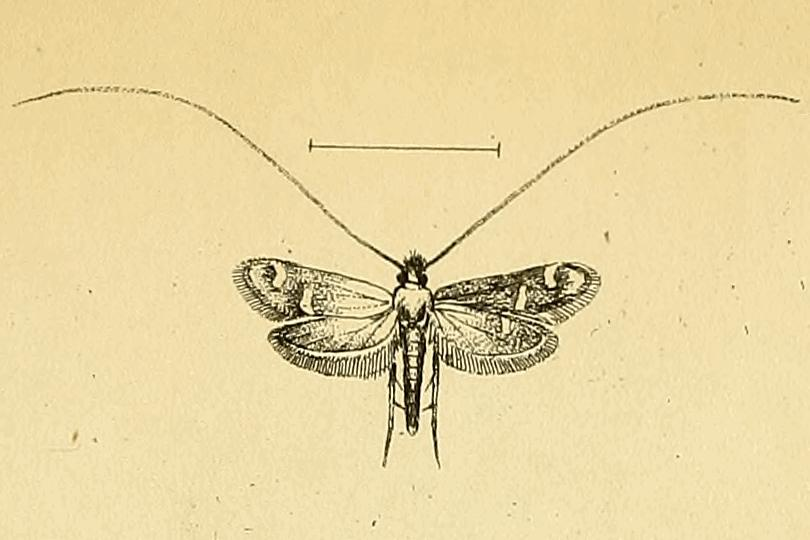
Adela repetitella (Adelidae)
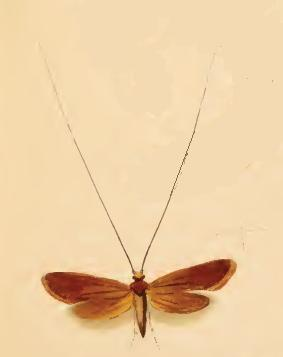
Adela violella (Adelidae)
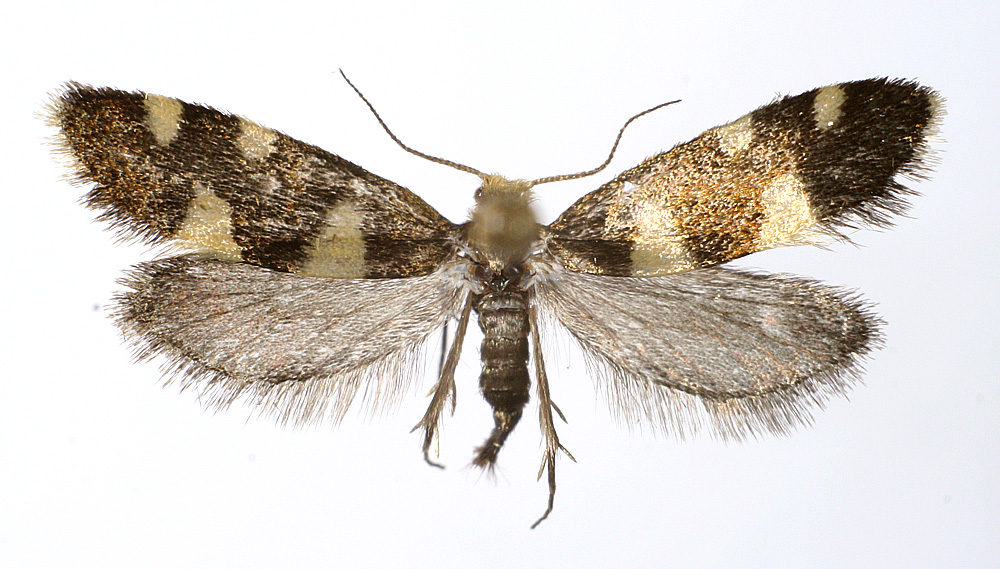
Alloclemensia mesospilella (Incurvariidae)
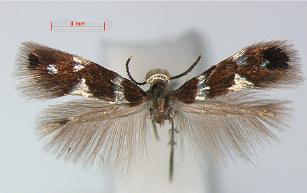
Antispila ampelopsifoliella (Heliozelidae)
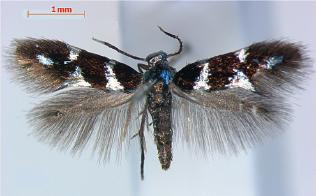
Antispila hydrangaeella (Heliozelidae)
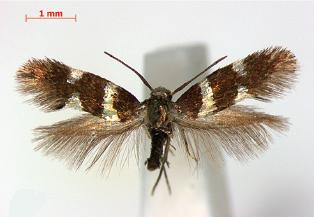
Antispila isabella (Heliozelidae)
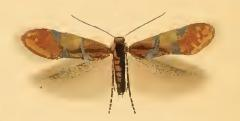
Antispila metallella (Heliozelidae)
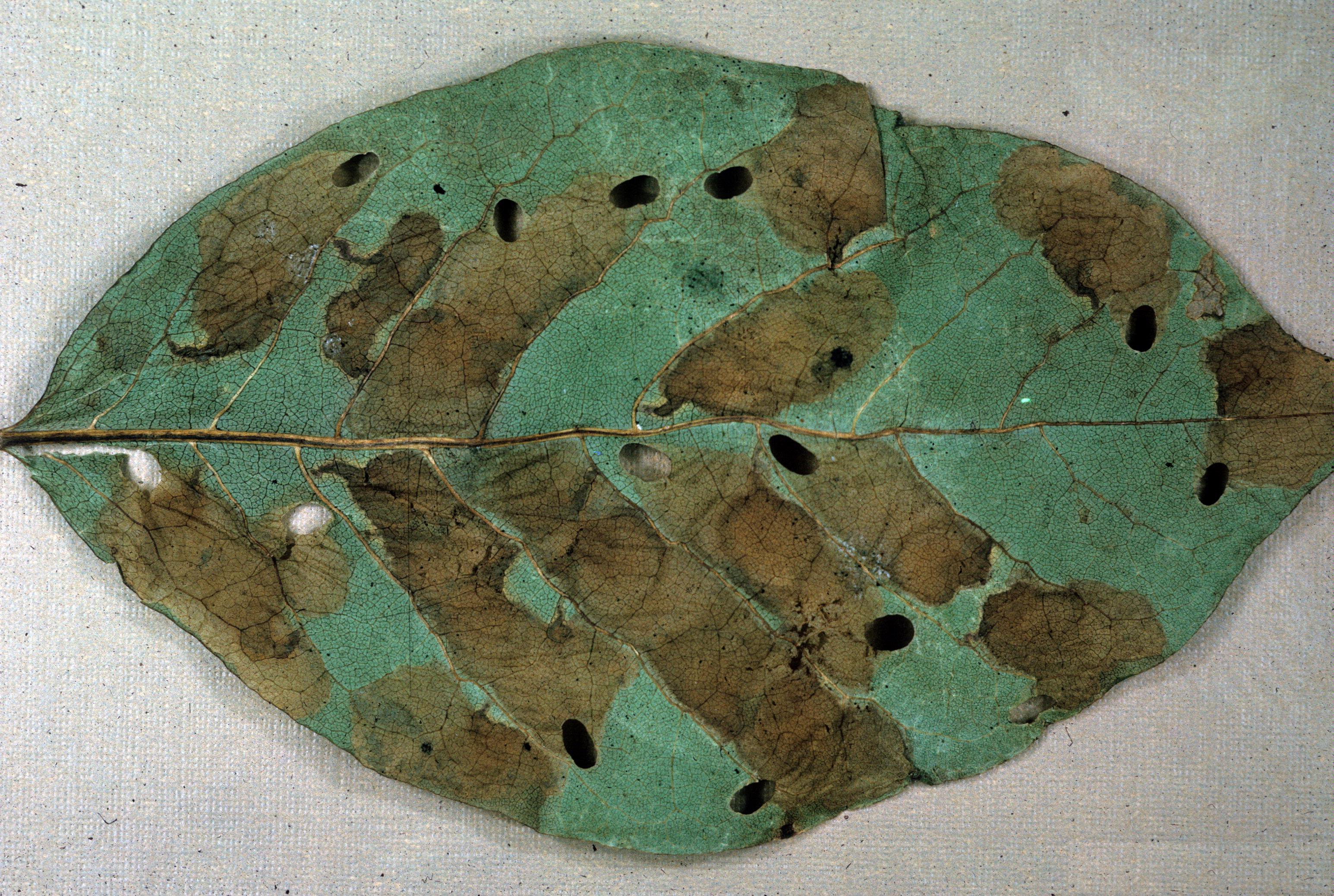
Foglia attaccata dalla larva di Antispila nysaefoliella (Heliozelidae)
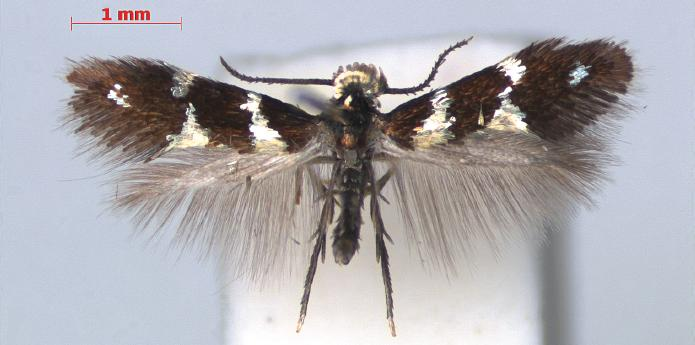
Antispila oinophylla (Heliozelidae)
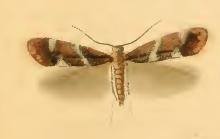
Antispila treitschkiella (Heliozelidae)
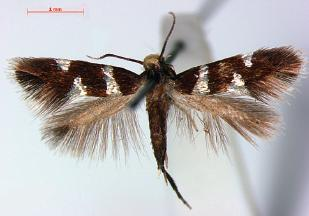
Antispila viticordifoliella (Heliozelidae)
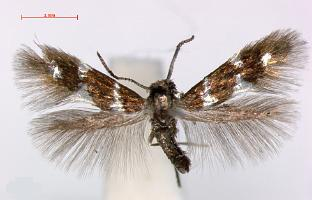
Antispila voraginella (Heliozelidae)
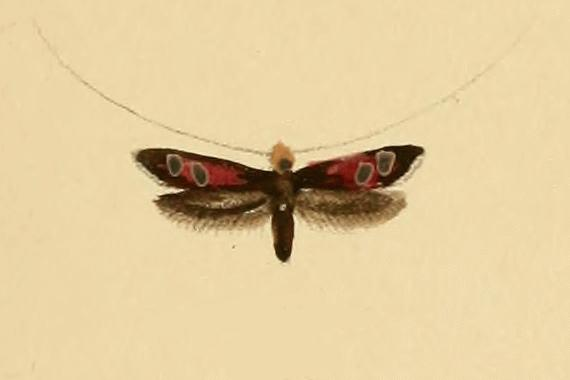
Cauchas anatolica (Adelidae)
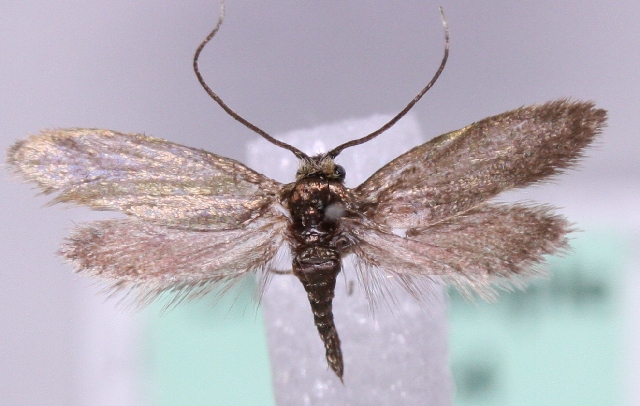
Cauchas breviantennella (Adelidae)
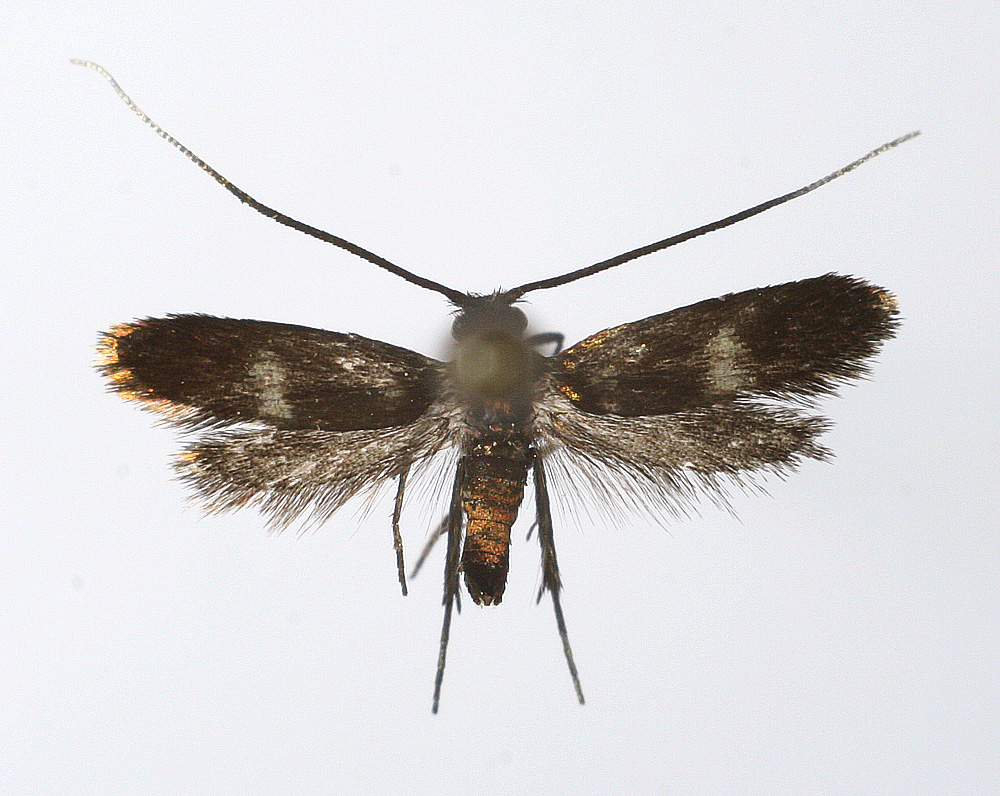
Cauchas fibulella (Adelidae)
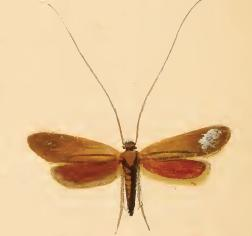
Cauchas rufimitrella (Adelidae)
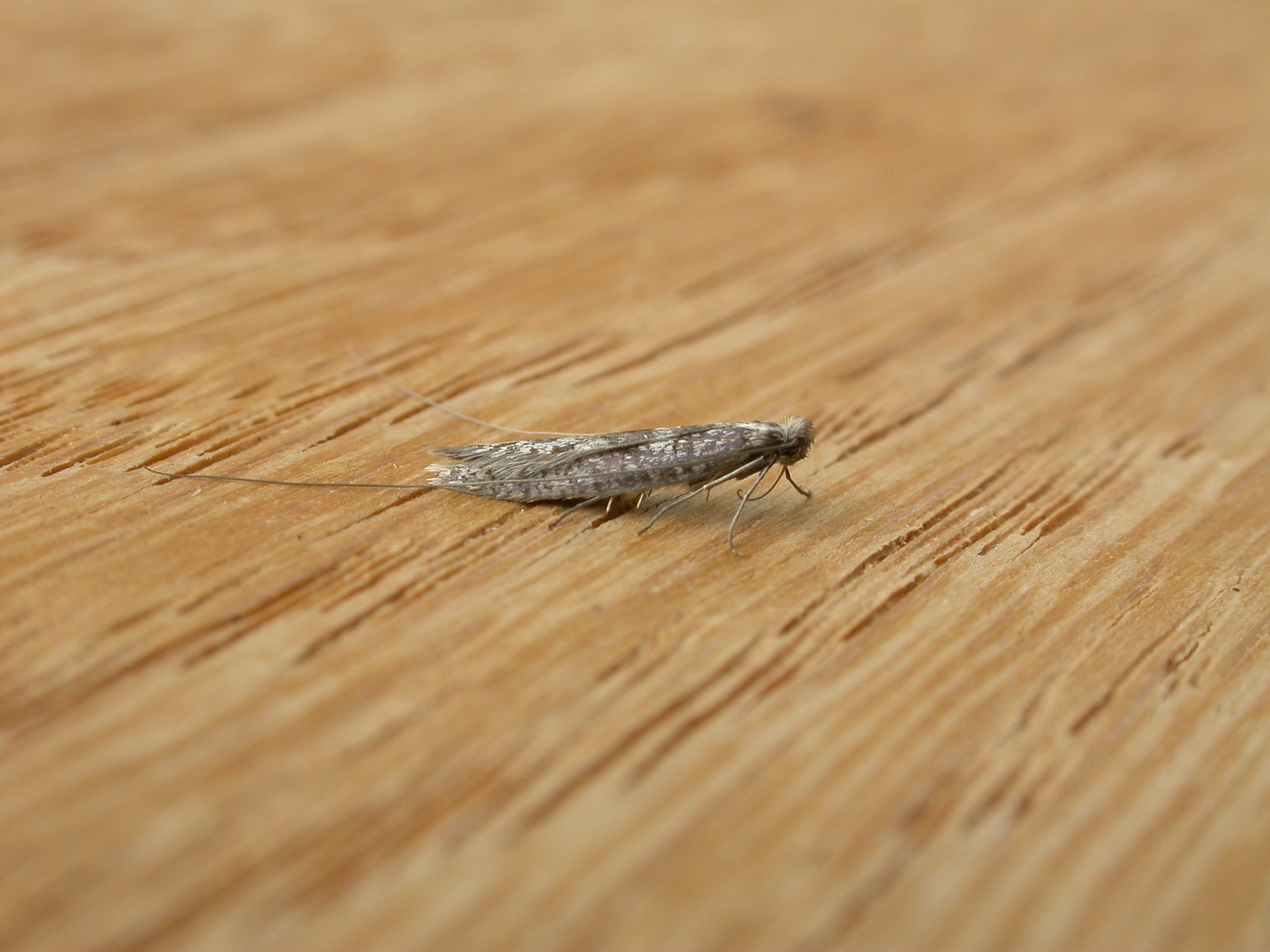
Ceromitia iolampra (Adelidae)
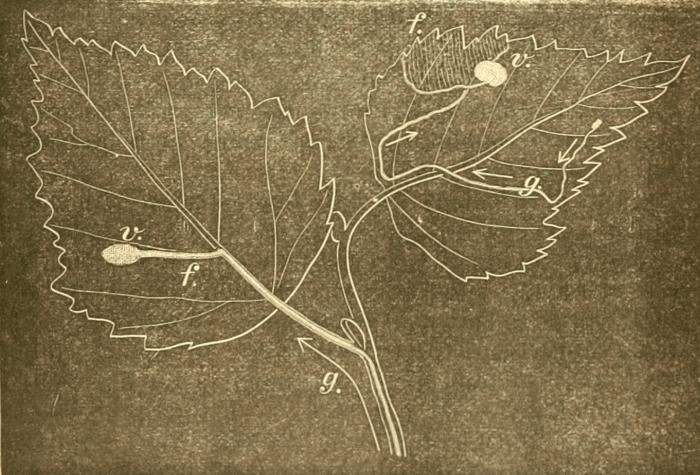
Mine fogliari di Heliozela hammoniella (Heliozelidae)
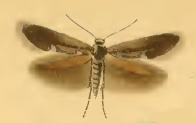
Heliozela resplendella (Heliozelidae)
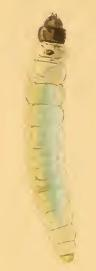
Larva di Heliozela resplendella (Heliozelidae)
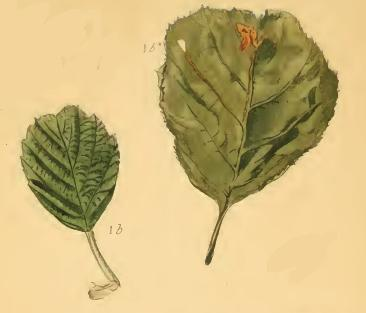
Mine fogliari di Heliozela resplendella (Heliozelidae)
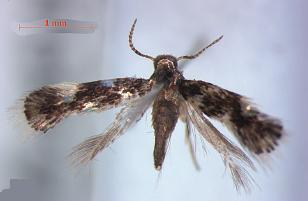
Holocacista rivillei (Heliozelidae)
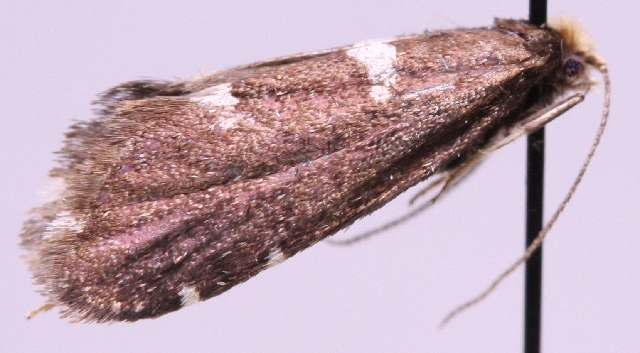
Incurvaria circulella (Incurvariidae)
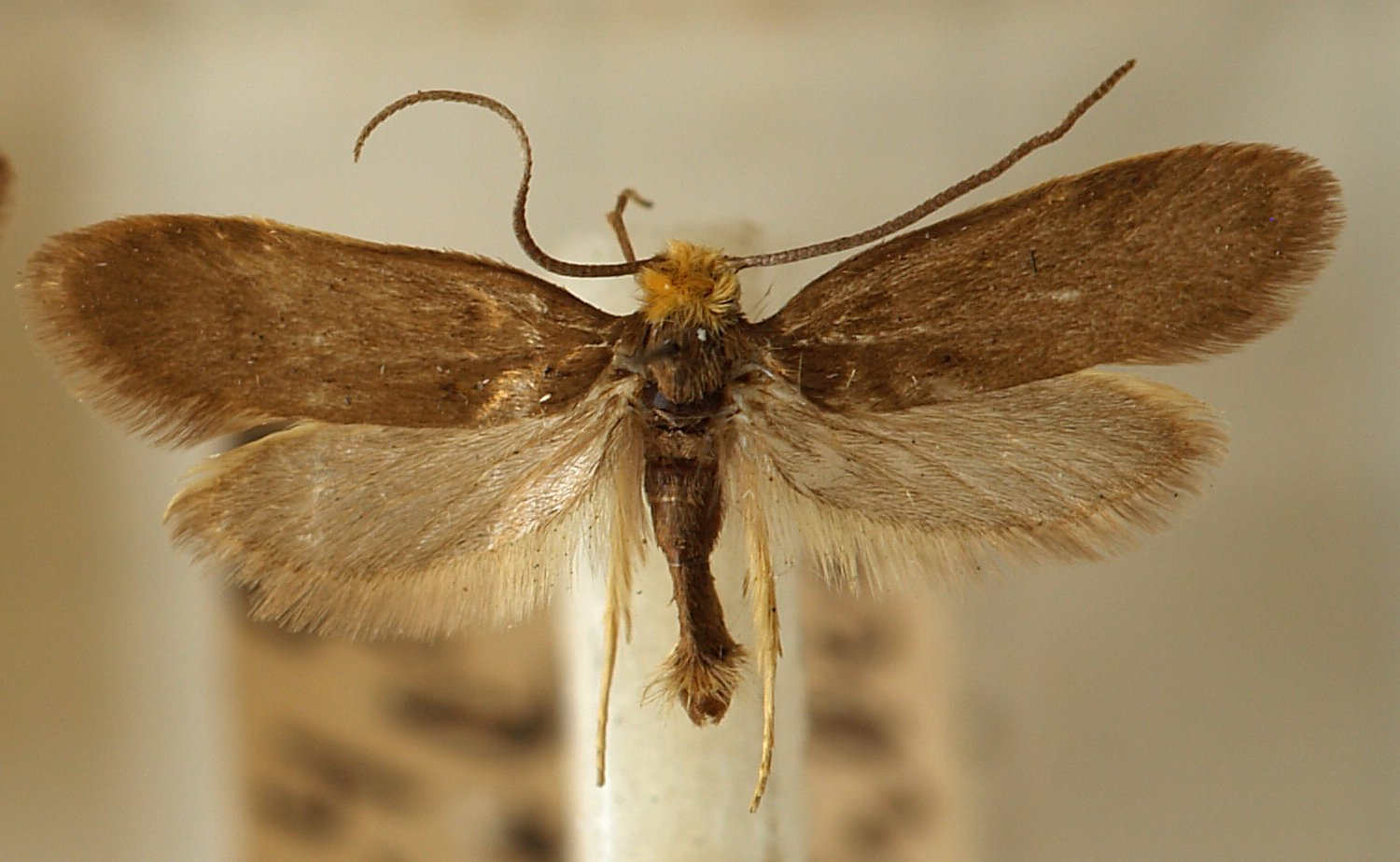
Incurvaria koerneriella (Incurvariidae)
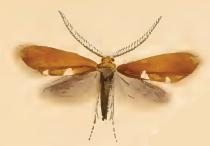
Incurvaria masculella (Incurvariidae)
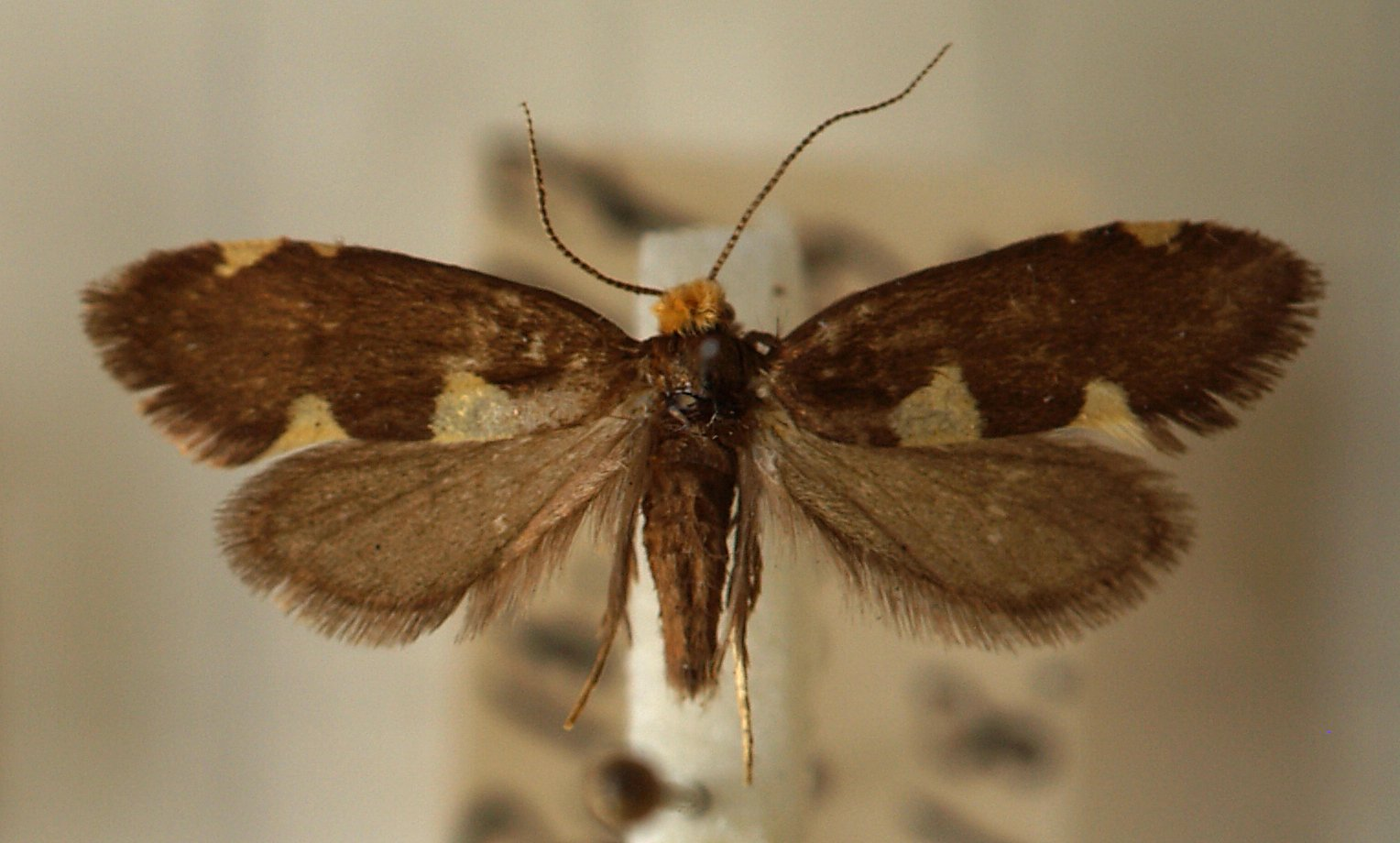
Incurvaria oehlmanniella (Incurvariidae)
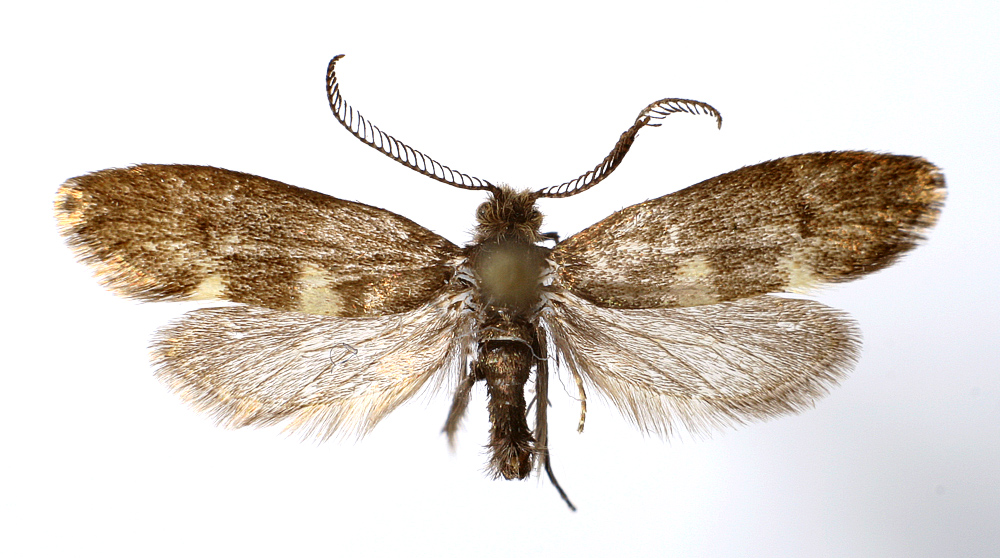
Incurvaria pectinea (Incurvariidae)
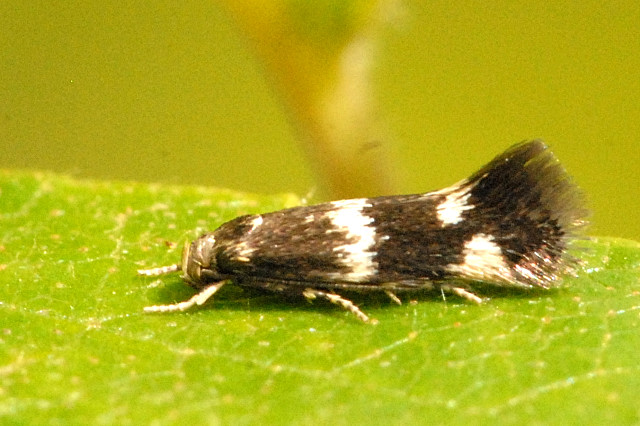
Incurvaria praelatella (Incurvariidae)
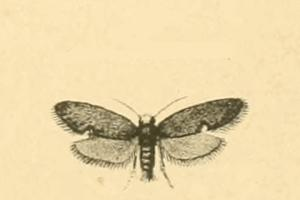
Lampronia aeripennella (Prodoxidae)
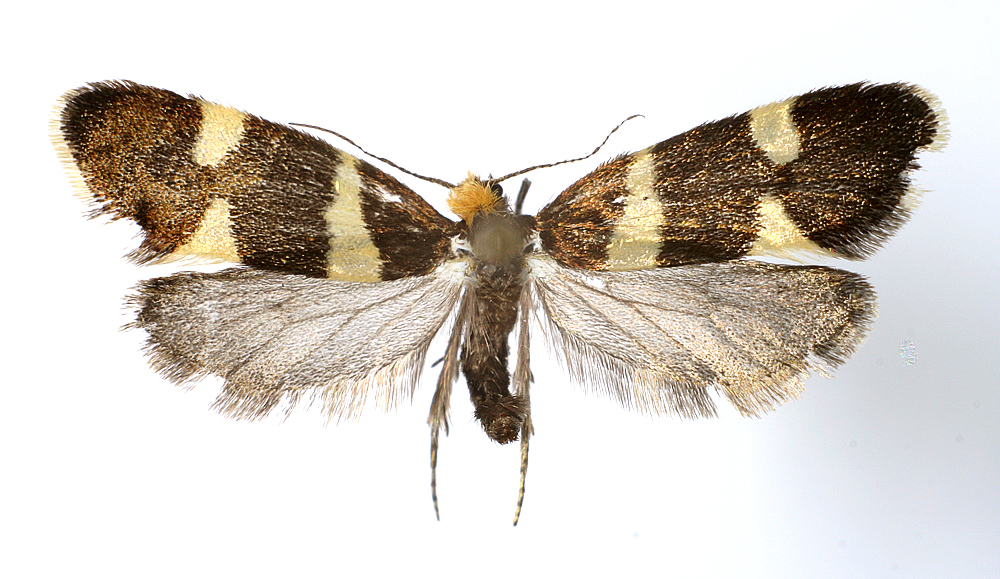
Lampronia capitella (Prodoxidae)
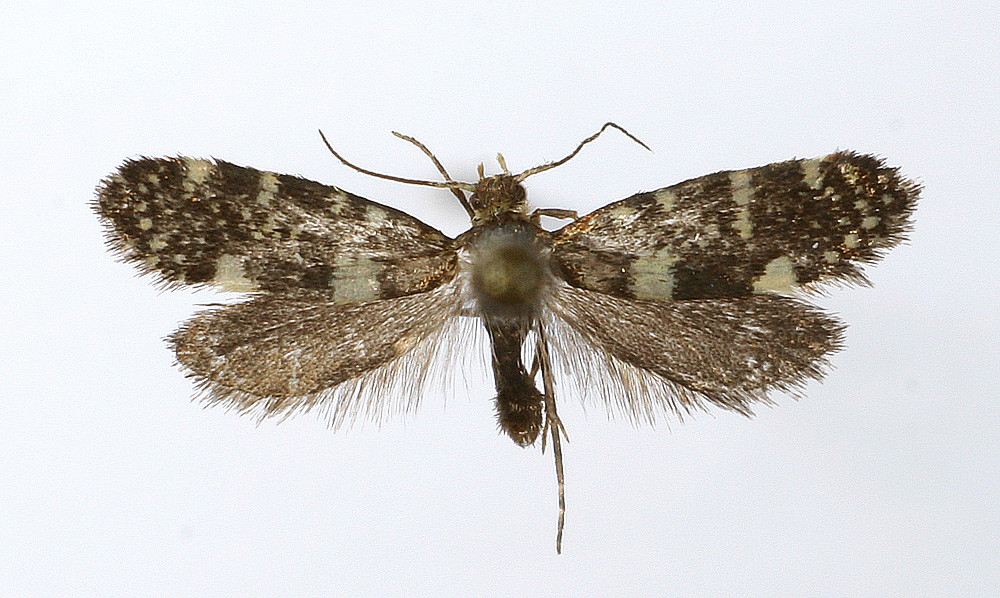
Lampronia corticella (Prodoxidae)
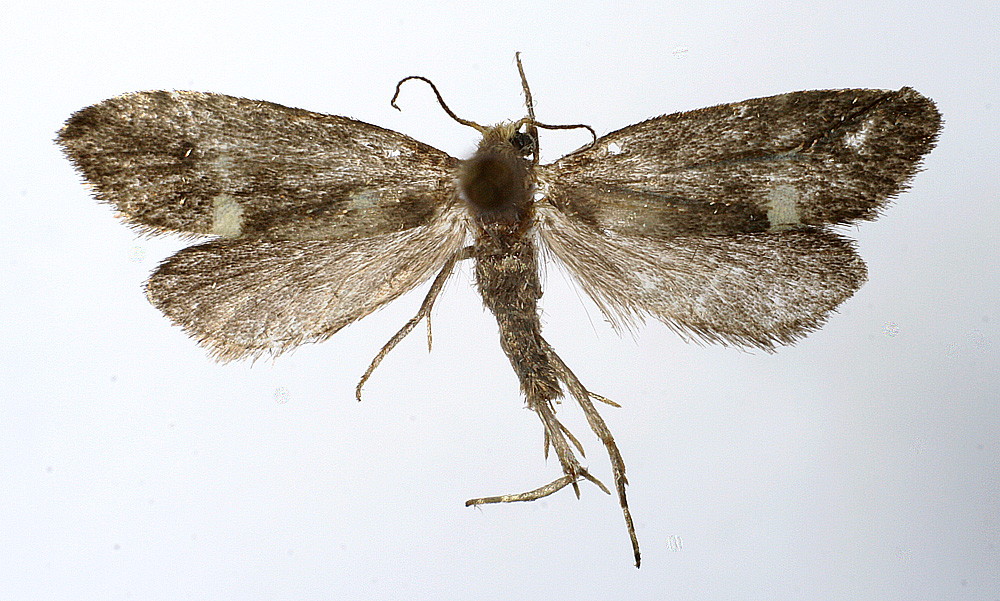
Lampronia flavimitrella (Prodoxidae)
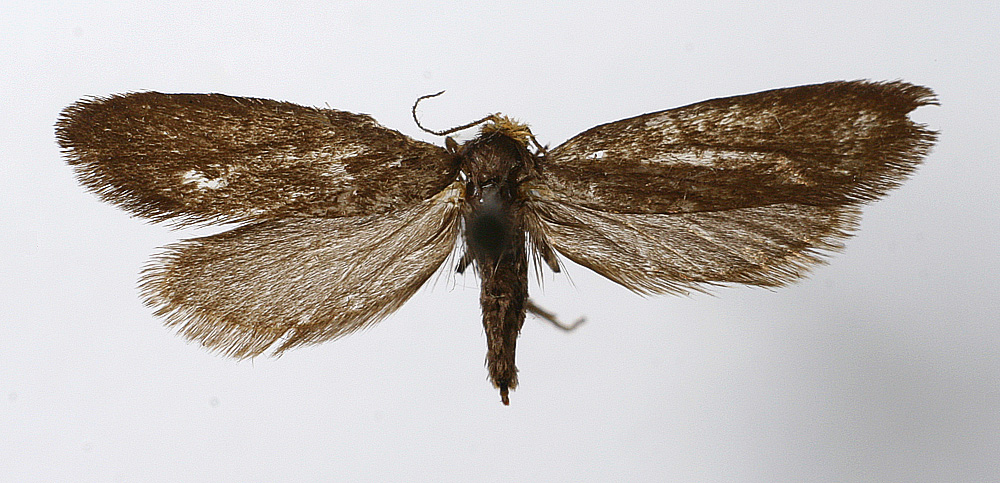
Lampronia fuscatella (Prodoxidae)
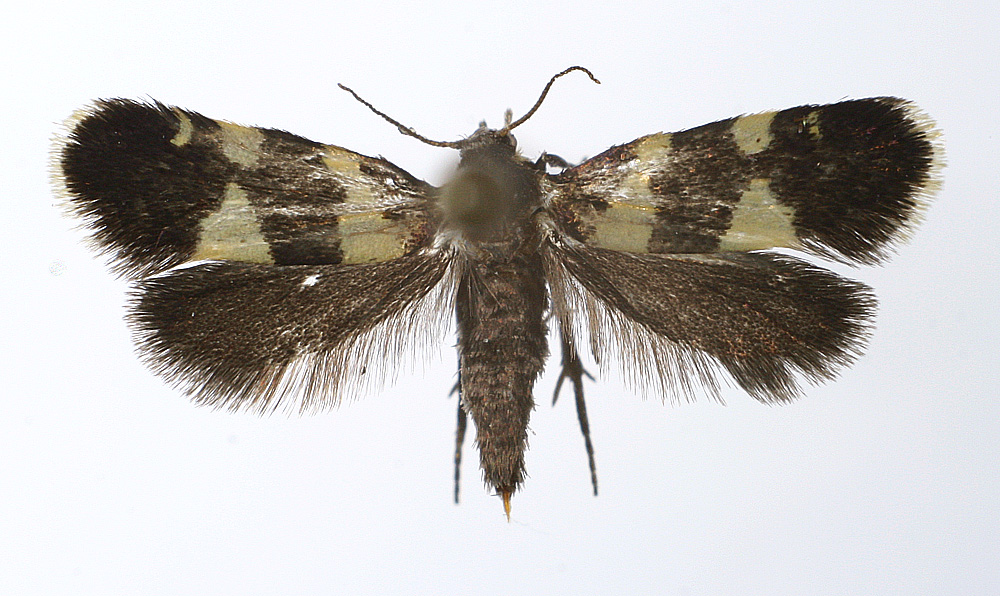
Lampronia luzella (Prodoxidae)
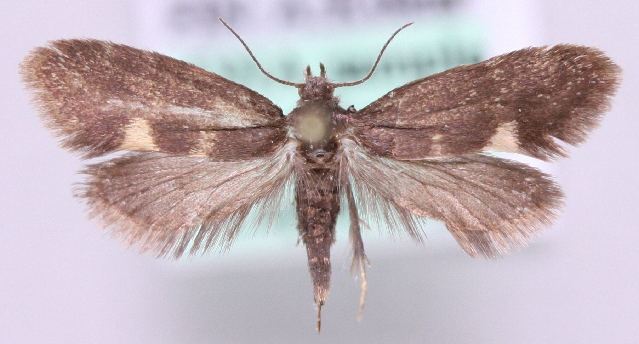
Lampronia morosa (Prodoxidae)
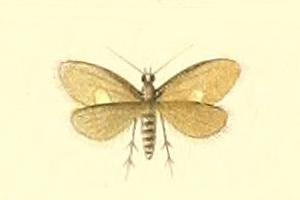
Lampronia psychidella (Prodoxidae)
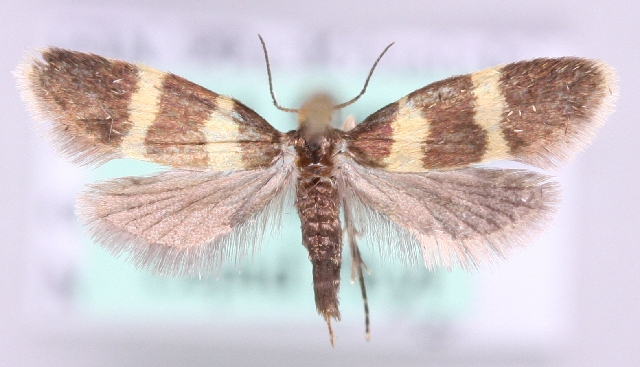
Lampronia redimitella (Prodoxidae)
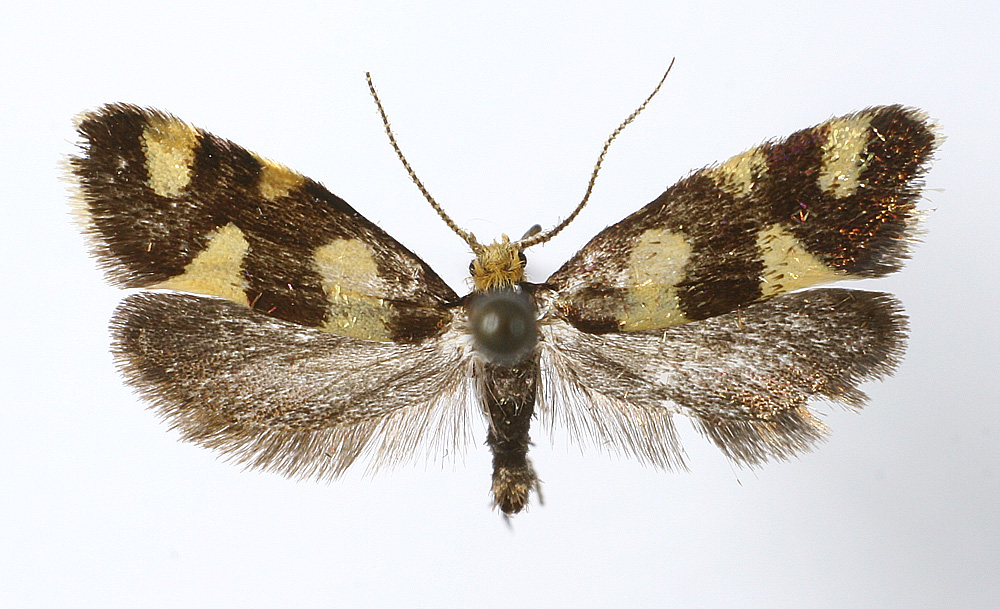
Lampronia rupella (Prodoxidae)
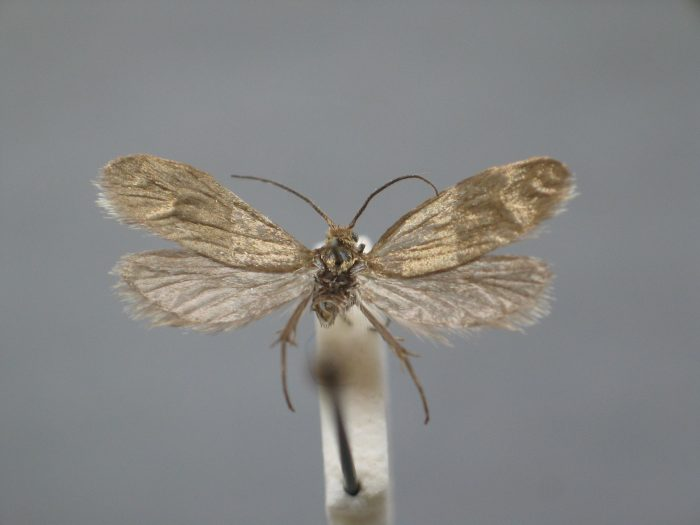
Lampronia splendidella (Prodoxidae)
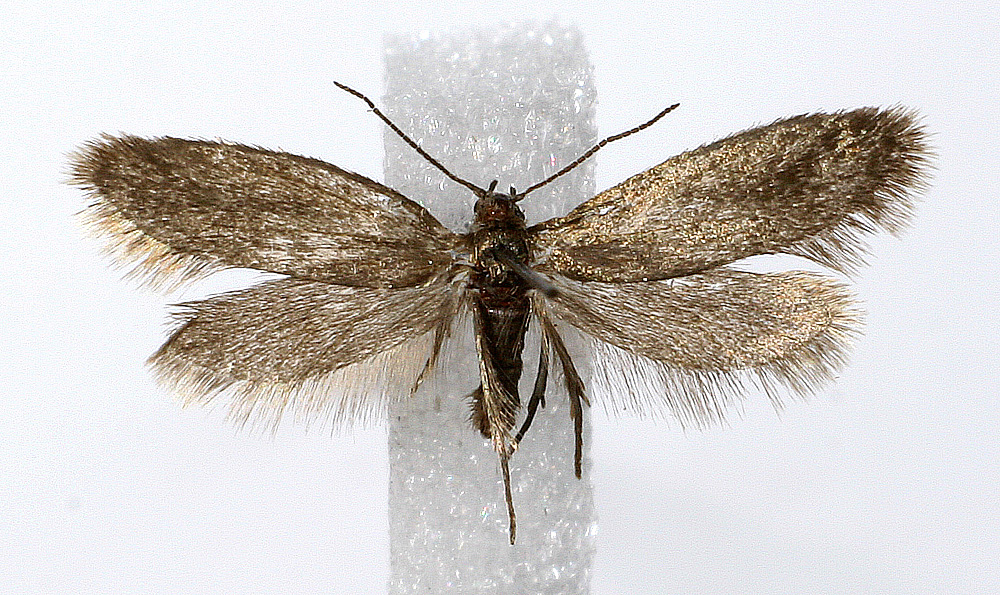
Lampronia standfussiella (Prodoxidae)
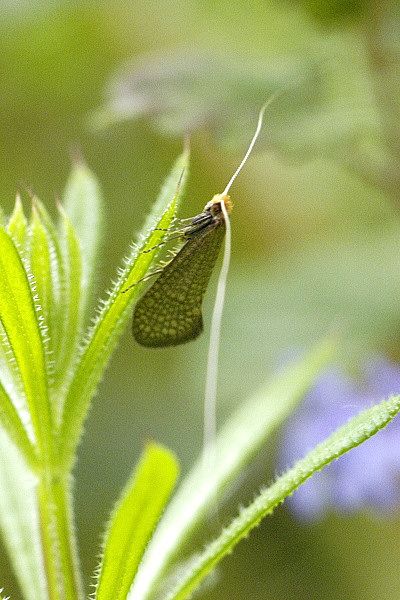
Nematopogon adansoniella (Adelidae)
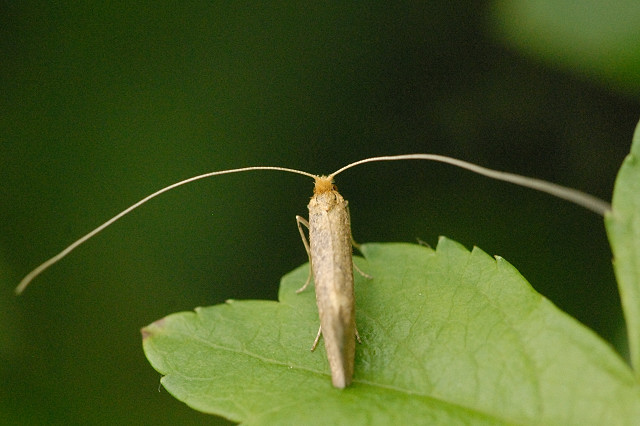
Nematopogon metaxella (Adelidae)
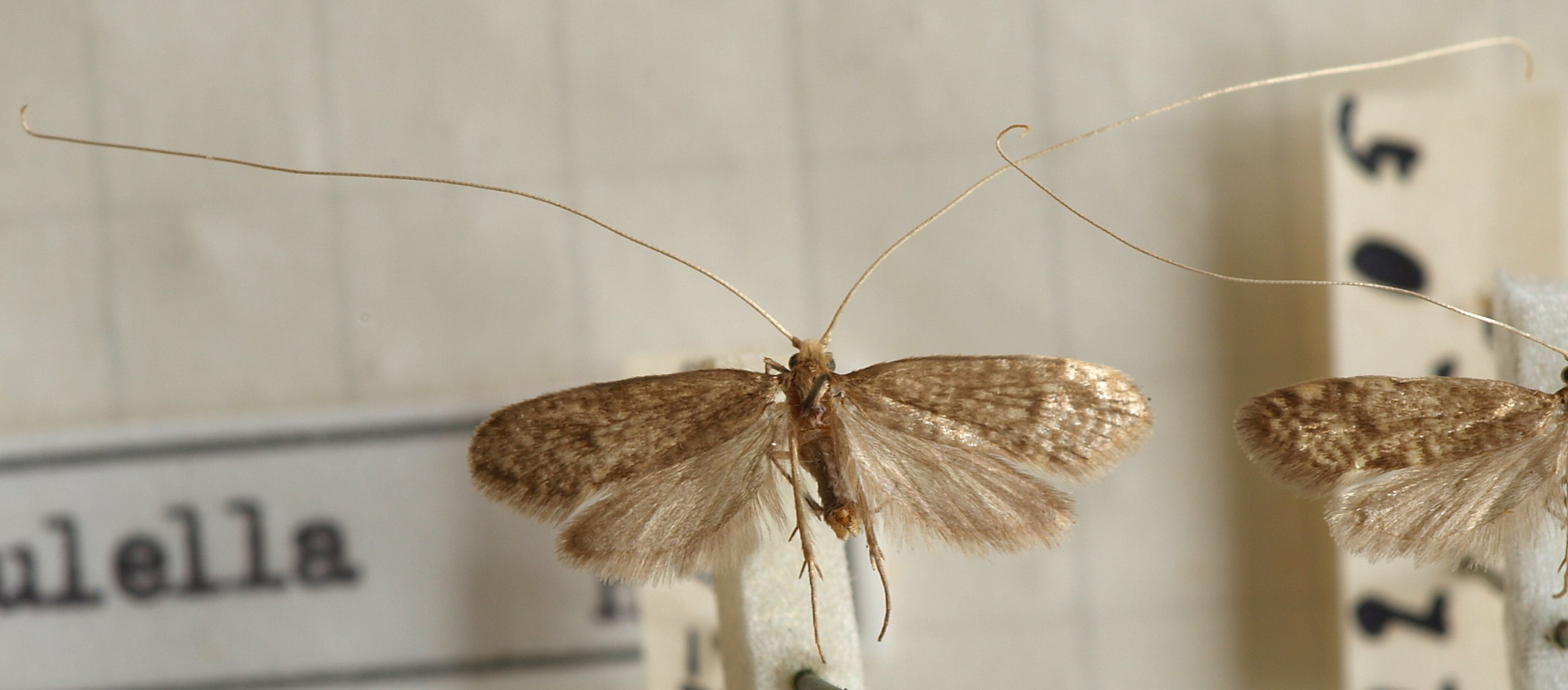
Nematopogon robertella (Adelidae)
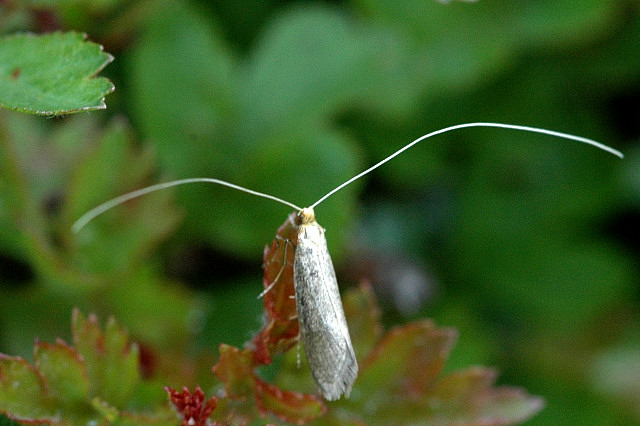
Nematopogon swammerdamella (Adelidae)
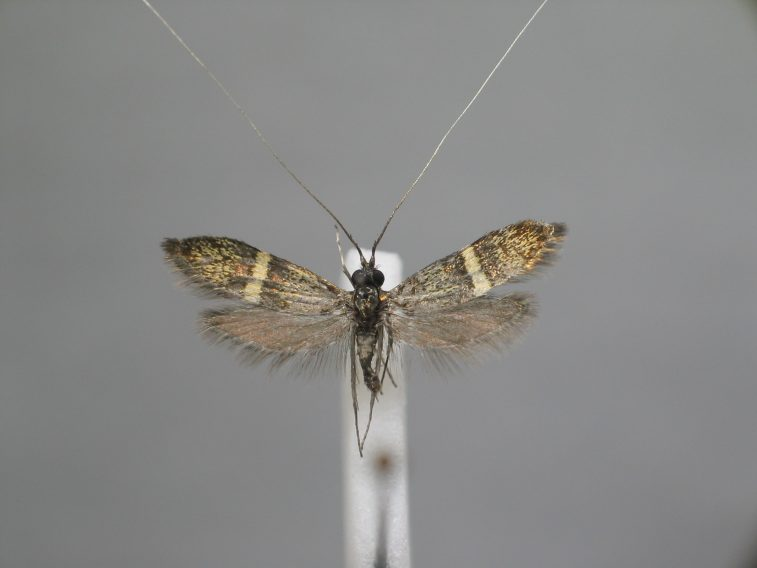
Nemophora associatella (Adelidae)
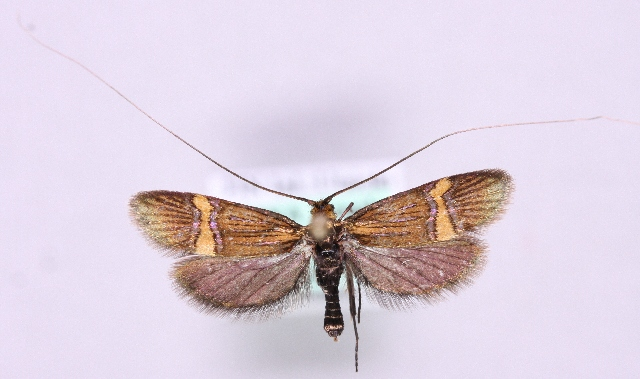
Nemophora bellela (Adelidae)
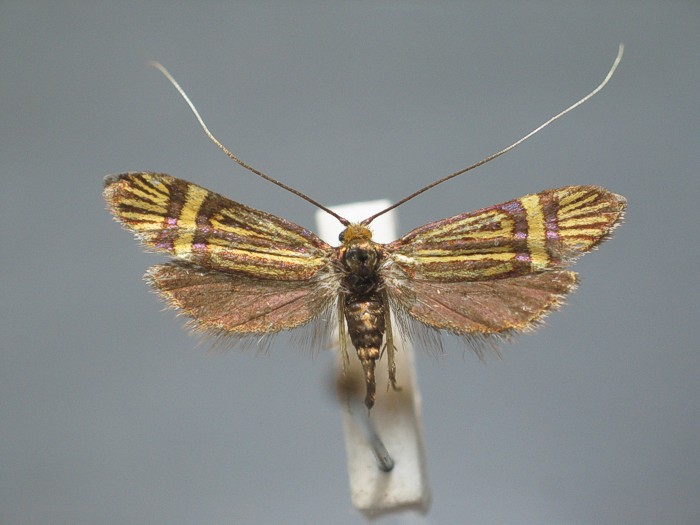
Nemophora congruella (Adelidae)
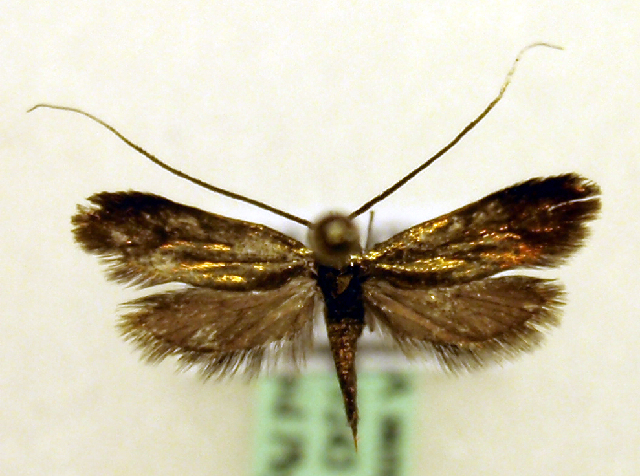
Nemophora cupriacella (Adelidae)
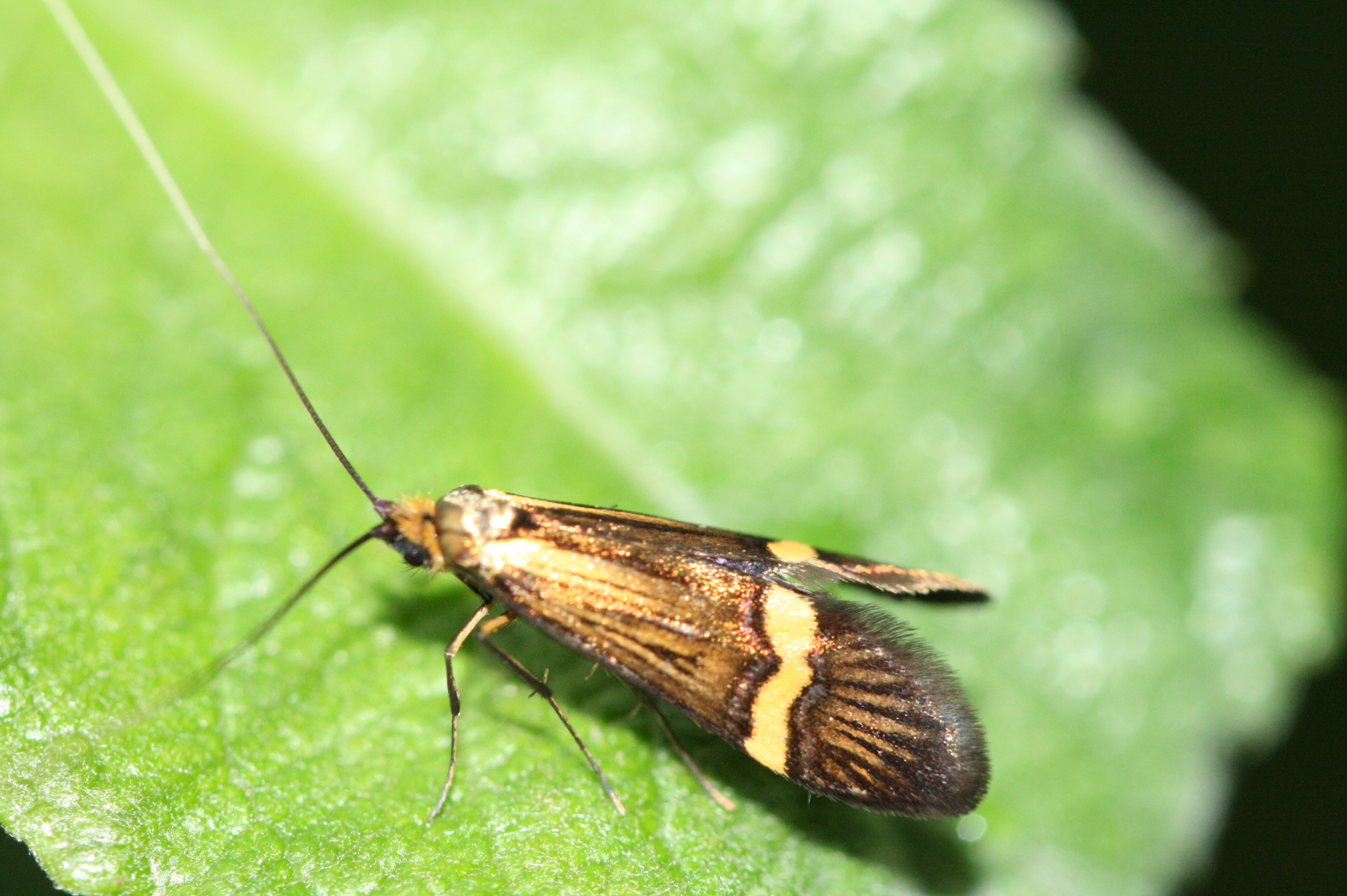
Nemophora degeerella (Adelidae)
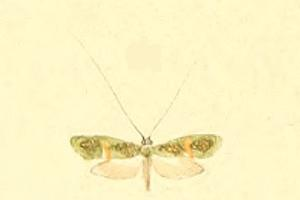
Nemophora dumerilella (Adelidae)
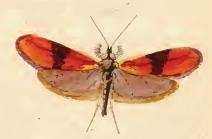
Nemophora fasciella (Adelidae)
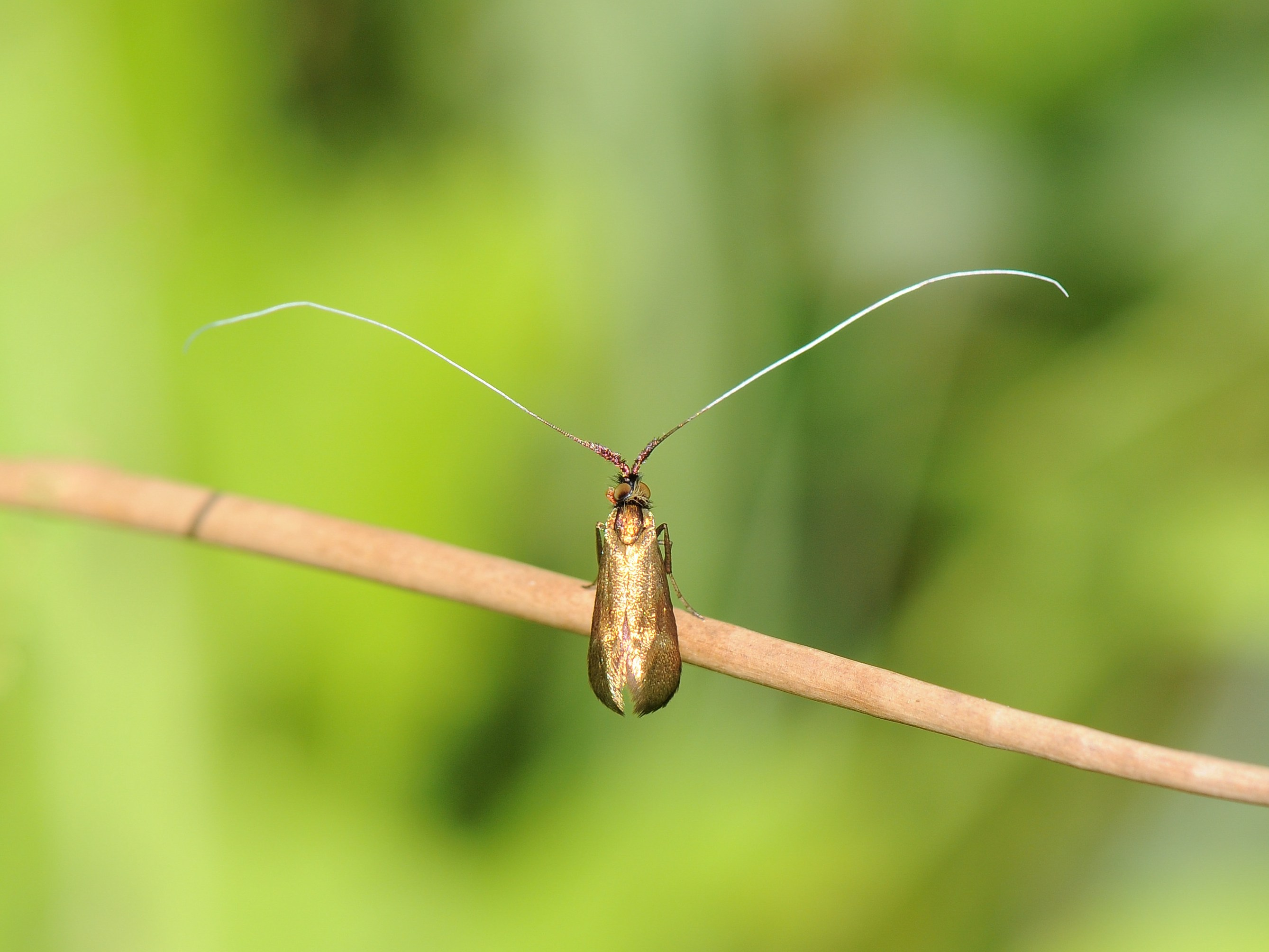
Nemophora metallica (Adelidae)
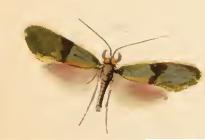
Nemophora minimella (Adelidae)
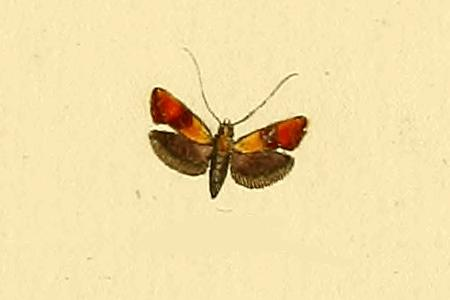
Nemophora molella (Adelidae)
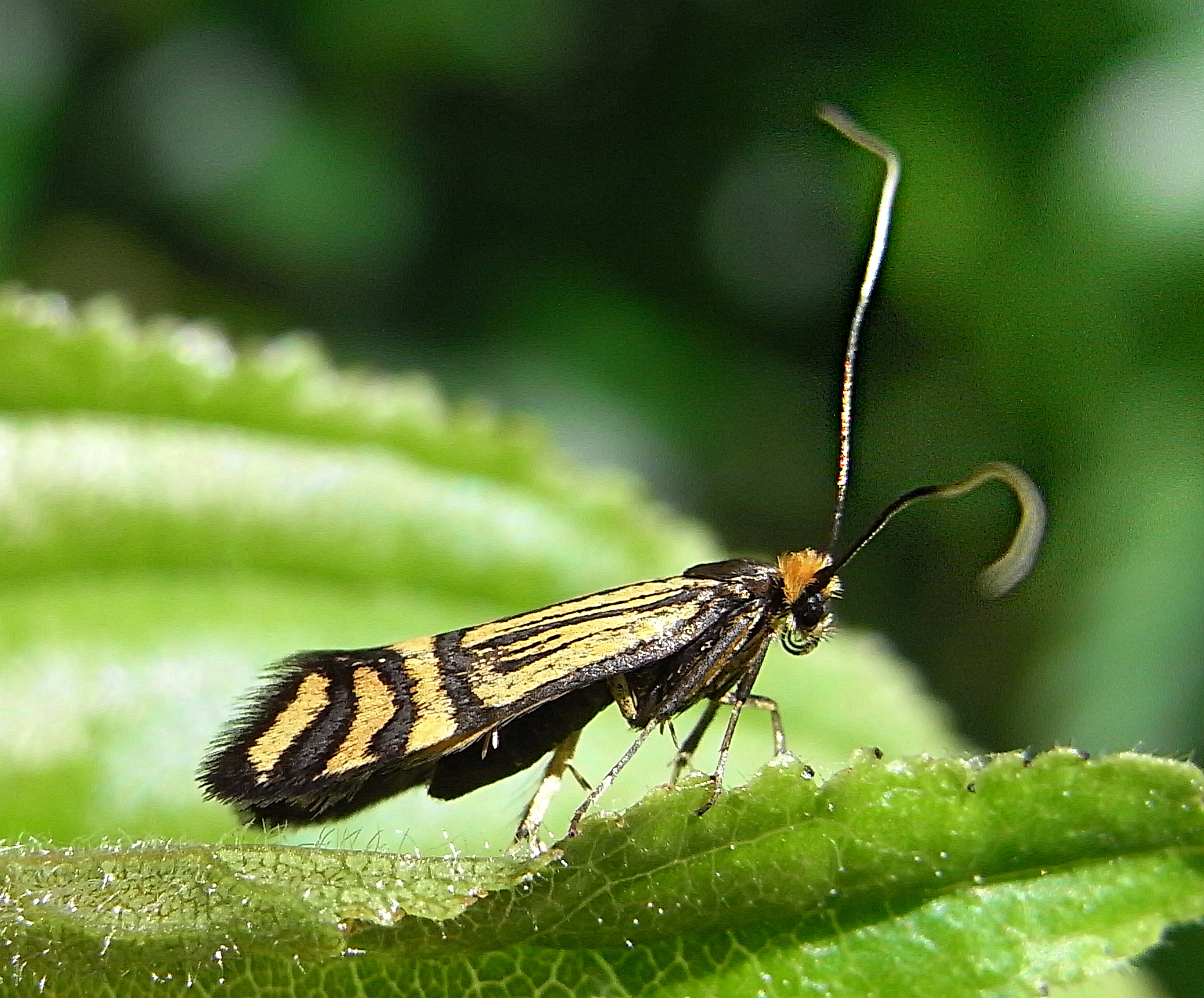
Nemophora ochsenheimerella (Adelidae)
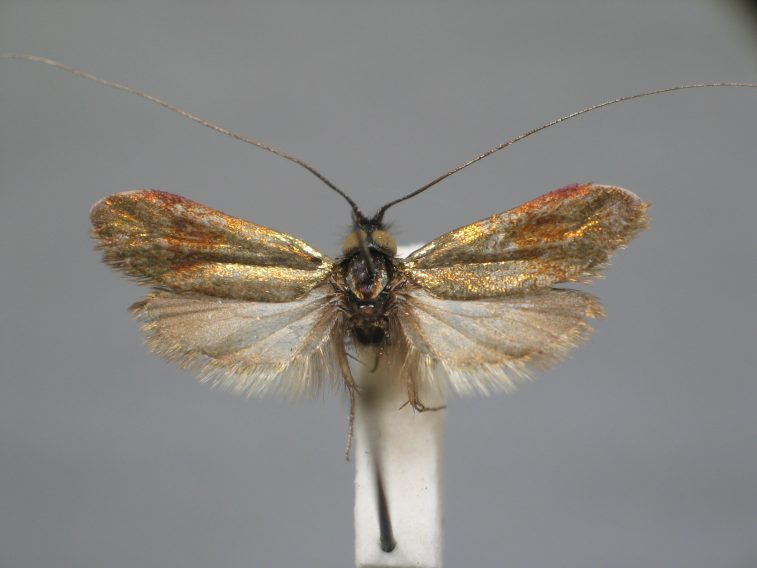
Nemophora prodigella (Adelidae)
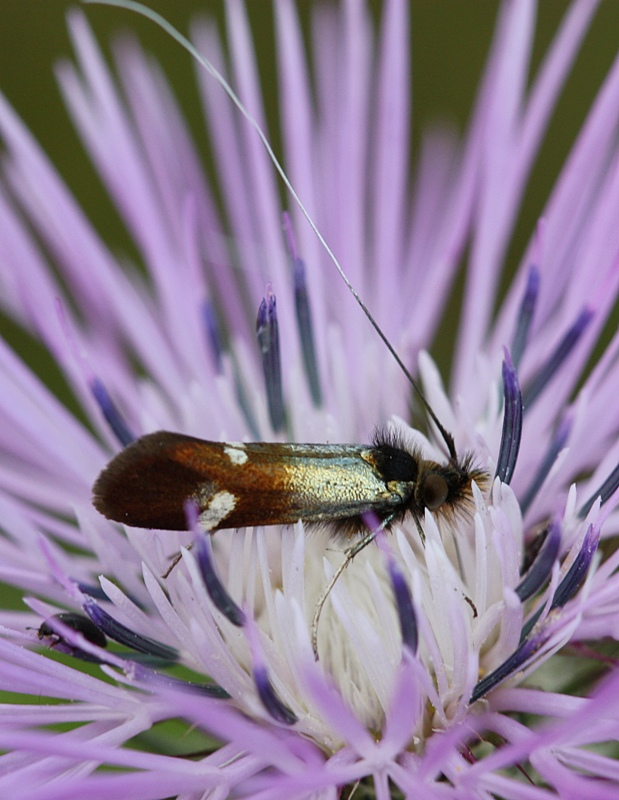
Nemophora raddaella (Adelidae)
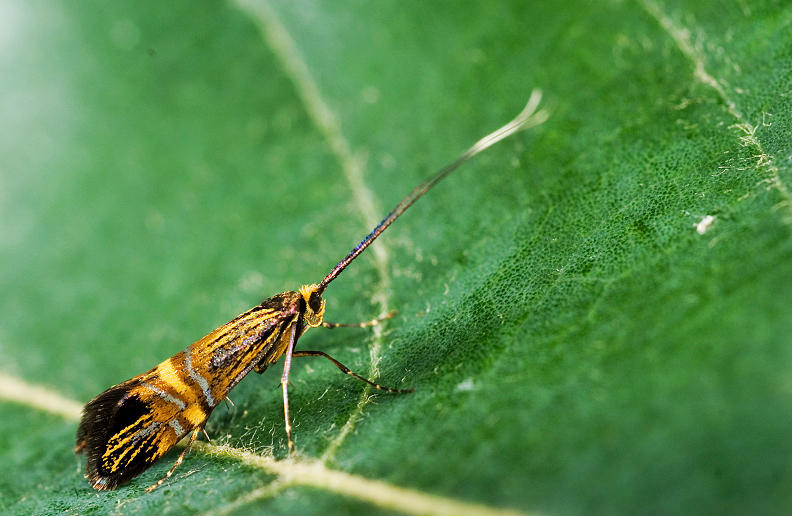
Nemophora uncella (Adelidae)
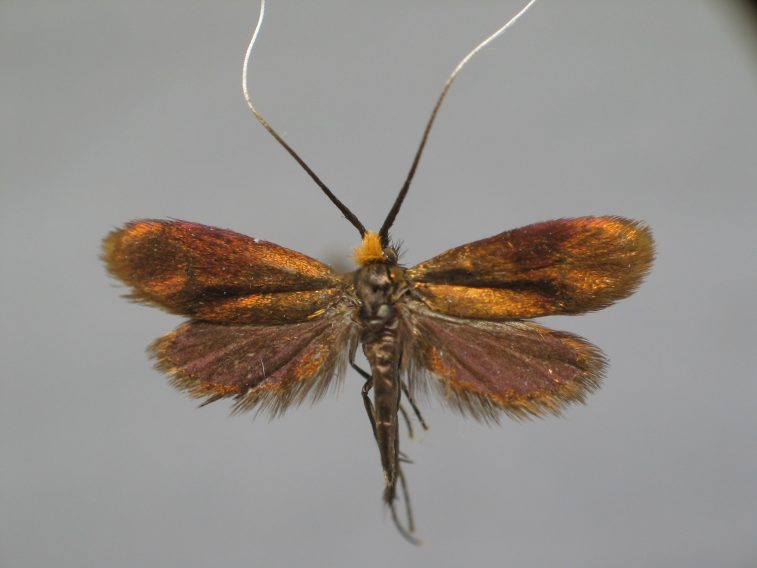
Nemophora violella (Adelidae)
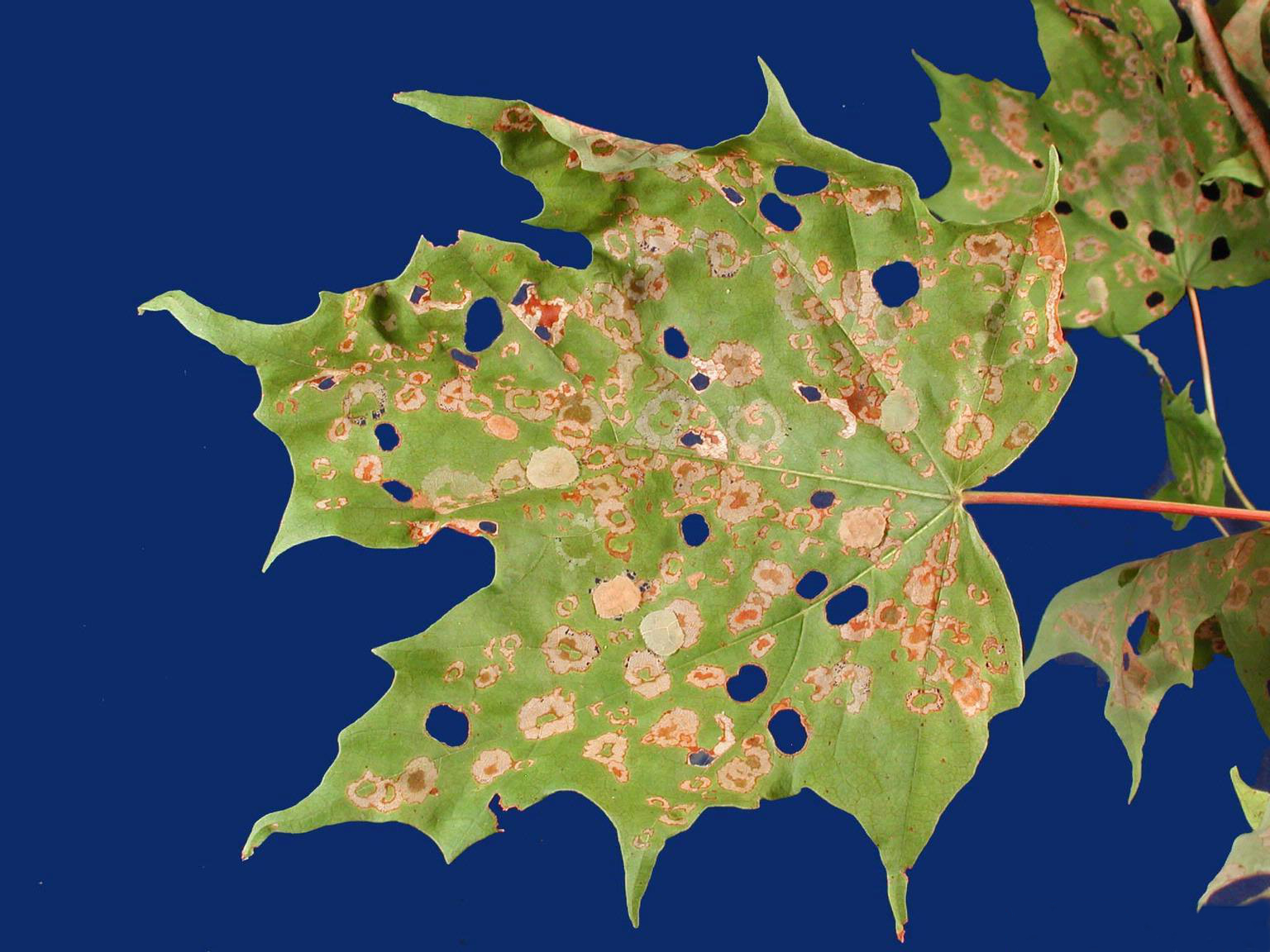
Foglia danneggiata da Paraclemensia acerifoliella (Incurvariidae)
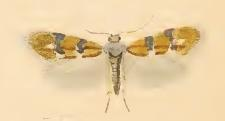
Phylloporia bistrigella (Incurvariidae)

## Conservazione
Nessuna specie appartenente a questa divisione è stata inserita nella Lista rossa IUCN